# Вускасы
Вускасы́ (чув. Вускасси) — деревня в Моргаушском районе Чувашской Республики. Входит в состав Ярабайкасинского сельского поселения.

## География
Находится в северо-западной части Чувашии, на расстоянии приблизительно 10 км на северо-восток по прямой от районного центра села Моргауши вблизи автомагистрали М-7.

## История
Образовалась в первой половине XIX века в результате разделения деревни Первая Байряшева на деревни Вускасы и Иштереки. В 1858 году было отмечено 155 жителей, в 1897—148, в 1906 — 42 двора и 187 жителей, в 1926 — 39 дворов и 162 жителя, в 1939—174 жителя, в 1979—133. В 2002 году было 37 дворов, в 2010 — 31 домохозяйство. В 1930 образован колхоз «Трактор», в 2010 действовало несколько фермерских хозяйств.

## Население
Постоянное население составляло 84 человека (чуваши 99 %) в 2002 году, 95 в 2010.